# Dolomiten-Felsenblümchen
Das Dolomiten-Felsenblümchen (Draba dolomitica) ist ein nur in einem begrenzten Gebiet der Ostalpen vorkommender Vertreter der Felsenblümchen (Draba).

## Merkmale
Das Dolomiten-Felsenblümchen ist eine ausdauernde, krautige Pflanze. Es erreicht Wuchshöhen von 1 bis 4 cm. Die Blätter stehen in dichten, kugeligen Rosetten und sind lineal-lanzettlich bis lanzettlich-eiförmig, kaum gekielt und bis 4 mm breit. Die Blütenstängel sind nicht beblättert. 
Die Kronblätter sind schwefelgelb bis weißlich. Staubblätter und Kronblätter sind etwa gleich lang. Blütezeit ist Juni bis August, die Bestäubung erfolgt durch Insekten oder Selbstbestäubung. Die Frucht ist ein 4 bis 7 mm langes Schötchen. 

## Vorkommen
Das Dolomiten-Felsenblümchen kommt nur in einem kleinen Gebiet der Ostalpen von Österreich und Italien vor: im Brenner-Gebiet in Nord- und Südtirol, in den Dolomiten und in der Brenta-Gruppe. Es ist selten bis sehr selten, in Österreich gilt es als stark gefährdet. 
Es wächst in der alpinen Höhenstufe auf ebenen bis schwach geneigten Kalkschuttböden und in Kalkfelsfluren. Es erreicht pflanzensoziologisch sein Optimum im Verband des Thlaspion rotundifolii.

## Systematik
Das Dolomiten-Felsenblümchen ist eine allotetraploide Art, die aus den beiden Elternarten Draba fladnizensis und Draba hoppeana entstanden ist. Ihre Chromosomenzahl ist 2n = 32.